# 翳
翳（えい）は、殹・不光ともいい、春秋戦国時代の越の君主。

## 略歴

紹興博物館所蔵の「越王不光」青銅剣

越王朱句の子として生まれた。朱句37年（紀元前411年）、朱句が死去すると、翳は後を嗣いで越王として即位した。越王翳33年（紀元前378年）、呉に遷都した。
越王翳36年（紀元前375年）7月、翳は太子諸咎に殺害された。